# Константин (Пападопулос)
Епископ Константин (греч. Επίσκοπος Κωνσταντίνος в миру греч. Κωνσταντίνος Παπαδόπουλος; 1854, Османская империя — 10 апреля 1933, Турция) — архиерей Константинопольской православной церкви, епископ Амфипольский (1925—1933).

## Биография
Родился в 1854 году в Османской империи. После рукоположения в священный сан, служил приходским священником в селении Таксиархис в Анатолии, близ Кесарии Каппадокийской.
Овдовев, стал игуменом монастыря Таксиархон (Ιεράς Μονής Ταξιαρχών) в том же селении.
13 января 1923 года, под давлением кемалистов, в Кесарии был рукоположен в митрополита Анкарского. Хиротонию совершили: митрополиты Иконийский Прокопий (Лазаридис), Патарский Мелетий (Христидис) и Севастийский Гервасий (Сумелидис).
10 января 1925 года хиротония были признана Константинопольским патриархом Константином VI и он был назначен епископом Амфипольским.
Скончался 10 апреля 1933 года.